# Félicien Vervaecke
Félicien Vervaecke (Dadizele, 11 marzo 1907 – Bruxelles, 31 ottobre 1986) è stato un ciclista su strada belga.
Professionista tra il 1929 ed il 1946, conta la vittoria di sei tappe al Tour de France e due classifiche scalatori della Grande Boucle.

## Carriera
Corse per la Alcyon, la Labor e la Ganna, si distinse come scalatore e passista.
Oltre a numerose vittorie in corse disputate in Francia e Belgio, ottenne buoni risultati nelle grandi corse a tappe, in particolare al Tour de France. Nelle sette edizioni della Grande Boucle che disputò vinse sei tappe (4 nel 1934).
Vinse anche due volte la Classifica scalatori (nel 1935 e 1937) e si classificò per quattro volte tra i primi dieci.
Vinse anche una tappa al Giro d'Italia, nel 1934, la Campobasso > Bari, e due tappe alla Parigi-Nizza.
Si distinse anche nelle classiche monumento, centrando la decima piazza nell'unica sua apparizione alla classicissima di primavera e 3 terzi posti (rispettivamente 2 alla Liegi-Bastogne-Liegi ed uno al Giro delle Fiandre).

## Palmarès
- 1929 (individuale, cinque vittorie)

Lilla-Abbeville
Lilla-Calais
Lille-Dunkerque
Parigi-Lens
Tourcoing-Dunkerque-Tourcoing
- 1932 (Labor, due vittorie)

Tour de Corrèze
Grand Prix de Nantes
- 1934 (Labor & Ganna, due vittorie)

8ª tappa Giro d'Italia (Campobasso > Bari)
Circuito delle Fiandre orientali
- 1935 (Alcyon-Dunlop & Labor, tre vittorie)

Grand Prix de Troyes
5ª tappa, 2ª semitappa Parigi-Nizza (Tolone > Cannes)
4ª tappa Derby du Nord (Boulogne)
- 1936 (Alcyon-Dunlop & Labor, tre vittorie)

Grand Prix Progrès de la Somme
19ª tappa Tour de France (La Roche-sur-Yon > Cholet, cronometro)
1ª tappa Parigi-Nizza (Parigi > Nevers)
- 1937 (Labor, una vittoria)

10ª tappa Tour de France (Digne > Nizza)
- 1938 (Labor, quattro vittorie)

4ª tappa, 3ª semitappa Tour de France (La Rochelle > Royan)
8ª tappa Tour de France (Pau > Luchon)
10ª tappa, 2ª semitappa Tour de France (Narbonne > Béziers, cronometro)
20ª tappa, 2ª semitappa Tour de France (Laon > San Quintino, cronometro)
- 1939 (Labor, una vittoria)

Gran Premio dell'Esposizione di Liegi (con Lucien Vlaemynck)

### Altri successi
- 1935

Classifica scalatori Tour de France
- 1937

Classifica scalatori Tour de France

## Piazzamenti

### Grandi Giri
- Tour de France

1932: non partito (7ª tappa)
1934: 4º
1935: 3º
1936: 3º
1937: non partito (17ª tappa)
1938: 2º
1939: ritirato (9ª tappa)
- Giro d'Italia

1934: 30º

### Classiche monumento
- Milano-Sanremo

1934: 10º
- Giro delle Fiandre

1934: 3º
- Liegi-Bastogne-Liegi

1932: 19º
1938: 3º
1939: 13º